# Проєкція (математика)

Проє́кція (від лат. projectio — «викидання вперед») — зображення просторових об'єктів на площині або якій-небудь іншій поверхні.

## Загальний опис
В основі побудови всіх зображень лежить спосіб проєціювання, відповідно до якого всі проєкції розділяються на перспективні (центральні) і паралельні (рис. 1, 2). У кожній з них формування зображення здійснюється прямолінійними проєктувальними променями, які проходять через всі точки зображуваної фігури до перетину з площиною проєкції. У перспективних проєкціях промені виходять з однієї точки (центра проєкції), а в паралельних вони паралельні заданому напряму. У окремому випадку проєктувальні промені можуть бути перпендикулярними площині проєкції, тоді проєкція називається ортогональною.
У математиці, астрономії, картографії, геології, кристалографії, маркшейдерії, гірничій справі та інших галузях розроблено і використовується велика кількість різновидів перспективних і паралельних проєкцій. До креслень, а отже і до проєкцій, висуваються такі вимоги: наочність, зручність вимірювань, динамічність (можливість доповнення креслень у процесі розвитку гірничих робіт), прочитність за допомогою ЕОМ, універсальність умовних позначень тощо. У гірництві, геодезії та маркшейдерії застосовують і перспективні, і паралельні проєкції. (аксонометричні, афінні, векторні, стереографічні, лінійні та інші).